# Johann Ohde
Johann Heinrich August Fritz Ohde (* 20. November 1905 in Dümmer, Ortsteil Parum, Landkreis Ludwigslust-Parchim; † 25. Juli 1953 in Dresden) war deutscher Bauingenieur mit Schwerpunkt Geotechnik.

## Leben
Nach Lehre und Arbeit als Zimmerer besuchte er von 1924 bis 1926 die Städtischen Bauschule Hamburg, Fachrichtung Tiefbau. 1926 war er beim Wasserbauamt der Stadt Hamburg. Ab 1927 war er in der von Hans-Detlef Krey neu eingerichteten Erdbauabteilung der Preußischen Versuchsanstalt für Wasser-, Erd- und Schiffbau tätig.
Ende der 1930er-Jahre publizierte er erste wissenschaftliche Veröffentlichungen. Ab 1944 war er Mitarbeiter und stellvertretender Geschäftsführer (unter Walter Bernatzik) am Institut für Erdbau der TH Dresden und ab 1946 Geschäftsführer des Instituts, zu dem Zeitpunkt unter der Direktion von Friedrich Wilhelm Neuffer.
Von 1948 bis 1951 war Ohde Leiter der Grundbau-Abteilung der Forschungsanstalt für Schiffahrt, Gewässer- und Bodenkunde in Berlin (später umbenannt in Forschungsanstalt für Schiffahrt, Wasser- und Grundbau), lehrte aber nebenbei weiter Bodenmechanik an der TH Dresden in Dresden. Ab 1951 bis zu seinem Tod wirkte er als Professor für Grundbaumechanik an der TH Dresden.
Am Institut für Geotechnik der heutigen Technischen Universität Dresden (TUD) wird jährlich der von der Bauer AG gestiftete Johann-Ohde-Preis für hervorragende Diplomarbeiten, Dissertations- oder Habilitationsschriften im Fach Geotechnik verliehen.
Seit 1985 gibt es das Johann-Ohde-Kolloquium der TUD und der heutigen Bundesanstalt für Wasserbau (BAW). Im zweijährlichen Turnus fand dieses Kolloquium abwechselnd in Dresden und Berlin statt, den beiden Orten, wo Johann Ohde gewirkt hat. Aktuell findet es in Dresden und am Standort Karlsruhe der BAW statt, da der Standort Berlin Anfang der 2000er Jahre aufgelöst wurde.

## Werke
- 1938: Zur Theorie des Erddruckes unter besonderer Berücksichtigung der Erddruckverteilung. In: Die Bautechnik.
- 1939: Zur Theorie der Druckverteilung im Baugrund. In: Der Bauingenieur. S. 451–459.
- 1942:  Die Berechnung der Sohldruckverteilung unter Gründungskörpern. In: Der Bauingenieur. S. 99, 122.
- 1943: Einfache erdstatische Berechnungen der Standsicherheit von Böschungen.
- 1948: Zur Erddrucklehre. In: Die Bautechnik. 1948 bis 1952
- 1951: Zur Statik der Staudämme mit Betonkern.
- 1953: Einfache Berechnung biegefester Schleusensohlen. In: Die Bautechnik.
- 1955: Über den Gleitwiderstand der Erdstoffe. Veröffentlichungen der Forschungsanstalt für Schiffahrt, Wasser- und Grundbau Nr. 6, Berlin, Akademie Verlag
- 1955: Grundbaumechanik. In: Hütte. Band 3, 27. Auflage, S. 886–902.